# Bomba de vareta de sucção

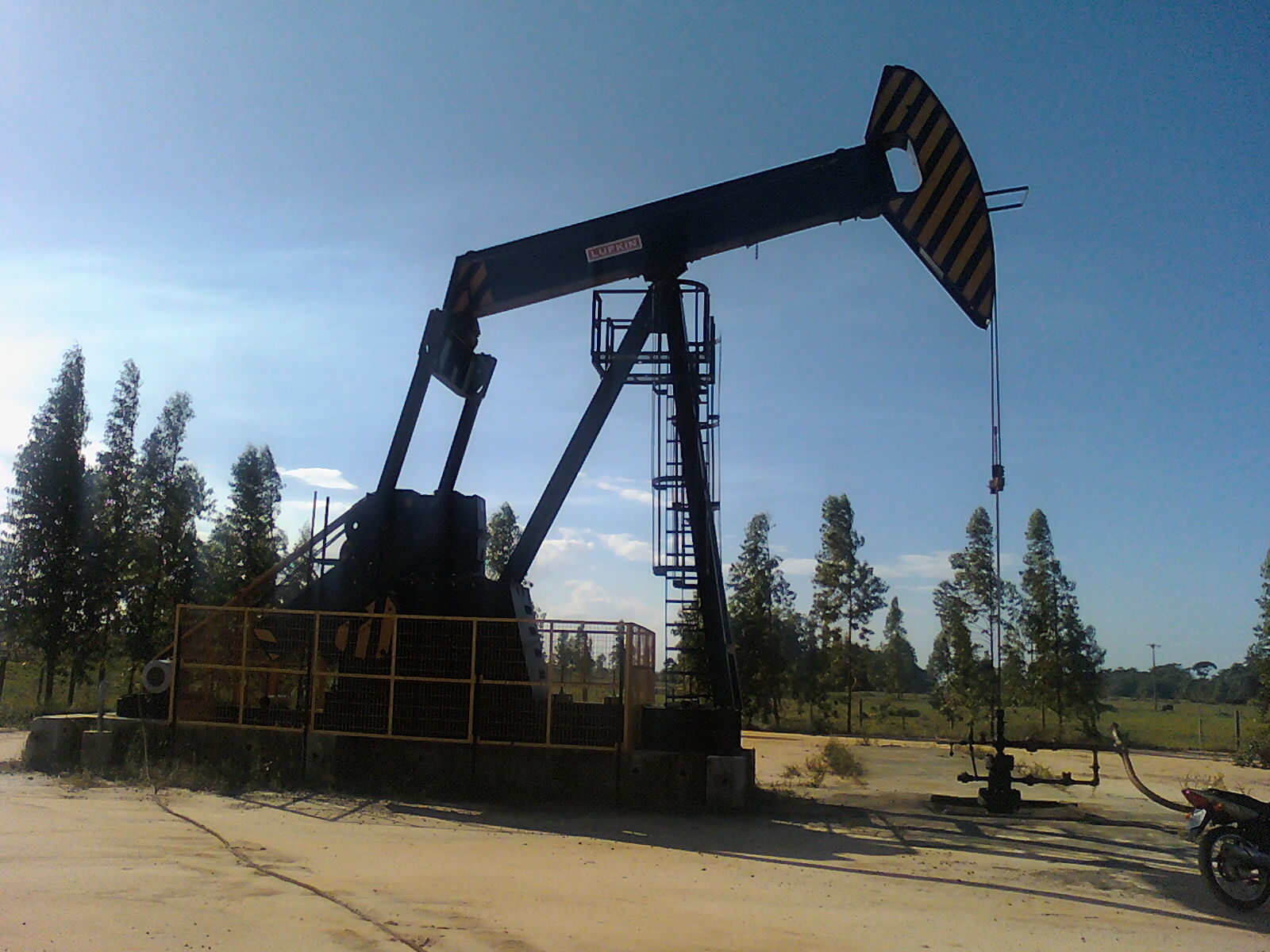
Uma típica "bomba cabeça de cavalo" da indústria petroleira.

A bomba de vareta de sucção ou simplesmente bomba de vareta, também chamada no ramo de produção de petróleo de bomba cavalo de pau ou cabeça de cavalo, é a parte superficial de uma bomba impelente de pistão, instalada em um poço de petróleo.
Na fase de extração, o petróleo pode chegar ao nível da superfície unicamente devido à pressão dos fluidos existentes no interior da jazida, tanto água do aquífero quanto gás natural na jazida. Nestes casos, os poços são chamados de "surgentes". Quando tal conjunto de fenômenos não ocorre, torna-se necessário suplementar a energia (pressão) da jazida para elevar os fluidos do poço até a superfície, recorrendo-se então à chamada elevação artificial.
O bombeio mecânico é um dos métodos de elevação artifical, dentre vários outros, como o bombeio centrífugo submerso (BCS), o bombeio por cavidades progressivas (BCP), o bombeio hidráulico (BH) e a elevação pneumática (em inglês gas lift, GL).
O bombeio mecânico é realizado predominantemente pelas bombas de vareta, no meio tratadas como "Unidade de Bombeamento Mecânico" e conhecidas no jargão como "cavalo-de-pau", e baseia-se no seguinte sistema:
Uma unidade de bombeamento é instalada na superfície, próximo à cabeça do poço, para transformar o movimento rotativo de um motor em movimento alternativo (no caso, ascendente-descendente). Este movimento alternativo é transmitido por meio de uma coluna de hastes de aço (a "vareta"), colocada dentro da coluna de produção, que permanece aberta, para uma bomba que está localizada no fundo do poço. Esta bomba alternativa fornece energia mecânica ao petróleo, que então eleva-se até a superfície.
Este método é usado para produção em poços localizados em terra, apresentando vazões máximas de produção variam entre 20 m³/dia (para poços profundos, de até 3000 m de profundidade) e 180 m³/dia (para poços rasos, de até 800 m de profundidade).
O primeiro método de elevação artificial de petróleo de sua jazida foi o bombeio mecânico, o qual, ainda que com praticamente um século de sua introdução em campos de petróleo, mantém-se como um método muito popular. Sua importância é perceptível pelo número de instalações existentes, correspondendo a dois terços dos poços produtores do mundo. Considerando-se apenas poços com elevação artificial, o bombeio mecânico compreende cerca de 80% destes poços.